# Ламанский, Иван Иванович
Иван Иванович Ламанский 1794—1879) — российский государственный деятель, сенатор, действительный тайный советник (1871).

## Биография
Родился 27 января (7 февраля) 1794 года. Происходил из мелкопоместных белозерских дворян. Его отец — Иван Петрович Ламанский, родившийся около 1755 года в семье церковнослужителя (по семейному преданию — в селе Ломаниха Вологодской губернии), в начале XIX века получил чин коллежского асессора, давший ему право на потомственное дворянство. В семье было 5 сыновей и дочь.
В 1804 году Иван Иванович закончил Санкт-Петербургскую губернскую гимназию и был зачислен писцом в Заёмный банк, где служил его отец. В 1808 году получил классный чин. В октябре 1813 года был командирован в Берлинскую банковскую променную контору, созданную для обслуживания квартировавшихся в Европе русских войск.
В 1840 году (31 августа) был произведён в действительные статские советники; был вице-директором и директором по кредитной части Особой канцелярии  Министерства финансов; 30 марта 1852 года был произведён в тайные советники.
С 1858 по 1879 годы — сенатор, присутствующий и первоприсутствующий в Общем собрании I, II, III и V департаментах и департамента Герольдии Правительствующего сената; 1 января 1871 года произведён в действительные тайные советники.
Был награждён всеми российскими орденами вплоть до ордена Святого Александра Невского пожалованного ему в 1868 году. Имел знак отличия беспорочной службы за L лет.
Умер 6 (18) февраля 1879 года. Похоронен на кладбище Новодевичья монастыря.

## Семья
Жена — Вера Яковлевна Малоземова (1800—07.10.1876), выпускница Смольного института, дочь статского советника, инспектора Смольного монастыря. Её брат Александр — тайный советник, директор департамента  Министерства финансов Российской империи. Умерла в Петербурге от воспаления лёгких, похоронена в Воскресенском женском монастыре. Их дети:
- Яков (1822—1872) — директор Санкт-Петербургского технологического института
- Порфирий (1824—1875) — чиновник Министерства путей сообщения, статский советник[8]
- Евгений (1825—1902) — тайный советник, управляющий Государственным банком Российской империи
- Анна (31.01.1831—?)
- Владимир (1833—1914) — академик, учёный-историк
- Олимпиада (08.01.1837 — 1915)
- Нестор (13.09.1840—?)
- Константин (20.05.1839—19.11.1889) — судебный следователь Санкт-Петербургского окружного суда
- Сергей (1841—1901) — учёный-физик, физиолог